# آل بامبری
آل بامبری (انگلیسی: Al Bumbry؛ زادهٔ ۲۱ آوریل ۱۹۴۷) بازیکن بیس‌بال اهل ایالات متحده آمریکا است.
وی همچنین برندهٔ جوایزی همچون نشان ستاره برنزی شده‌است.